# Francis Kiernan
Francis Kiernan (2. října 1800 – 31. prosince 1874) byl britský anatom a lékař.
Narodil se v Irsku; jeho otec byl také lékař a rodina se přestěhovala po roce 1800 do Anglie. Kiernan navštěvoval St. Edmund's College ve Ware v Hertfordshire. Pokračoval studiem medicíny v nemocnici Sv. Bartoloměje v Londýně. Roku 1825 se stal členem Royal College of Surgeons of England.
Roku 1834 byl zvolen členem Královské společnosti a roku 1836 vyznamenán Copleyovou medailí za svou práci na anatomii jater. Téhož roku se stal zakládajícím členem Senátu Londýnské univerzity, kde působil jako lektor oblasti anatomie a fyziologie.
Zemřel svobodný ve svém domě v Manchester Street, Manchester Square, v Londýně, a je pohřben na hřbitově v Mortlake.
| Copleyho medaile                | Copleyho medaile                             | Copleyho medaile                                          |
| ------------------------------- | -------------------------------------------- | --------------------------------------------------------- |
| Předchůdce: William Snow Harris | 1836 spolu s J. J. Berzeliem Francis Kiernan | Nástupce: Antoine César Becquerel a John Frederic Daniell |